# Dudyńce
Dudyńce (w latach 1977–1981 Szybistów) – wieś w Polsce, w województwie podkarpackim, w powiecie sanockim, w gminie Bukowsko. Ma status sołectwa. Leży nad potokiem Dudyńce, 17 km od drogi 28.

## Historia
Dawne nazwy: Dwdinicze – lata 1372–1378, Dudenycze – rok 1436, de Dudenyecz – rok 1448, * Dudyncze – rok 1486, Dudyniec – rok 1580, Dudence – rok 1678, Dudynce – rok 1745, Dudyńce – wieki XIX i XX. Nazwa patronimiczna w związku z nazwą osoby Duda a ta od dudy, czyli piszczałki, trzciny i rury; ukr. Dudinci, łem. Dudyńci.
Prawdopodobnie jest to osada ruska powstała przed rokiem 1340. W latach 1340–1772 miejscowość leżała w ziemi sanockiej, w województwie ruskim. W latach 1772–1852 w cyrkule leskim, a następnie sanockim, od 1855 pow. Sanok, pow. podatkowy Sanok. Od roku 1867 wieś leżała w powiecie sanockim, w gmina wiejskiej Sanok w prowincji Galicja.
W 1372 wieś została nadana przez księcia Władysława Opolczyka kapelanowi o imieniu Maciej (Mathias), a następnie w roku 1374 stała się własnością Albrychta.
W połowie XIX wieku właścicielkami posiadłości tabularnej w Dudyńcach były Magdalena Rylska i Katarzyna Truskolaska. Potem właścicielami byli Seweryn Truskolaski (stan z 1868), Leopoldyna Horodyńska (stan z 1872); fundatorka kościoła Wszystkich Świętych w Dudyńcach, wzniesionego w latach 1871-1876, posiadająca tamże gorzelnię, pochowana na miejscowym cmentarzu. Później dobrami władał Hieronim Romer (stan z 1886), w 1890 wraz z Józefą Romer. Od końca XIX wieku właścicielami byli Jachimowscy, według stanu z 1904 Kazimierz Jachimowski, w 1905 tenże wraz z Marią Jachimowską, w późniejszych latach drugiej dekady XX wieku figurował samodzielnie Kazimierz Jachimowski.
W 1898 wieś liczyła 438 osób zamieszkujących 79 domów. W 1936 w gromadzie Dudyńce mieszkało 511 Rusinów i 35 Polaków. We wsi istniał wtedy dom gromadzki, działały straż pożarna i czytelnia Proswity, zaś w tym roku przewidywano eksploatację złóż asfaltu i ropy naftowej
Po 1944 większość Rusinów wyjechała na Ukrainę do wsi Słobódka, od roku 1947 wieś stopniowo zasiedlona była m.in. przez osadników z okolic Nowego Targu.
W latach 70. XX, w okresie rządów premiera Piotra Jaroszewicza, planowana była zmiana nazwy miejscowości na Szybistów. W latach 1975–1998 miejscowość położona była w województwie krośnieńskim.
W trakcie badań powierzchniowych na terenie wsi odnaleziono srebrnego denara cesarza Kommodusa z drugiej połowy II w.n.e.

## Religia
W Dudyńcach istnieje parafia obrządku łacińskiego pw. Wszystkich Świętych, która niegdyś obejmowała miejscowości: 
Jędruszkowce, Markowce, Podgaj, Pisarowce. Pobiedno.
- Parafia Wszystkich Świętych w Dudyńcach

Greckokatolicka cerkiew pw. Błogosławionej Dziewicy Marii spłonęła w 1802. Na jej miejscu w 1802 wybudowano kolejną i od 1818 była filialną cerkwią  parafii greckokatolickiej w Pielni (ok. 2 km). W latach 1924–28 poddana generalnemu remontowi. W 1988 została przeniesiona do Komańczy, gdzie po znacznej przebudowie pełni funkcję greckokatolickiej świątyni parafialnej.
W miejscowości znajdują się dwa cmentarze - łaciński i greckokatolicki.